# Segunda División de España 1944-45
La temporada 1944–45 de la Segunda División de España de fútbol corresponde a la 14.ª edición del campeonato y se disputó entre el 24 de septiembre de 1944 y el 6 de mayo de 1945.
El campeón de Segunda esa temporada fue el CD Alcoyano.

## Sistema de competición
La Segunda División de España 1944/45 fue organizada por la Federación Española de Fútbol (RFEF).
El campeonato contó con la participación de catorce clubes en un grupo único siguiendo un sistema de liga, de modo que los catorce equipos se enfrentaron entre sí, todos contra todos en dos ocasiones -una en campo propio y otra en campo contrario- sumando un total de 26 jornadas. El orden de los encuentros se decidió por sorteo antes de empezar la competición.
Se estableció una clasificación con arreglo a los puntos obtenidos en cada enfrentamiento, a razón de dos por partido ganado, uno por empatado y ninguno en caso de derrota. En caso de empate a puntos entre dos o más clubes en la clasificación, se tuvo en cuenta el mayor cociente de goles. 
El primer clasificado se proclamó campeón de Segunda División y ascendió a Primera División junto al subcampeón, mientras que el tercer clasificado jugó una promoción a partido único en campo neutral frente al antepenúltimo clasificado de Primera División.
Los dos últimos clasificados descendieron directamente a Tercera División, mientras que el antepenúltimo clasificado jugó una promoción a partido único en campo neutral frente al tercer clasificado de la liguilla de ascenso a Segunda División.

## Clubes participantes
| Datos de ascensos y descensos con respecto a la temporada anterior |
| --- |
| RC Celta de Vigo y Real Sociedad descienden de Primera División. Real Gijón CF y Real Murcia CF ascienden a Primera División. Arenas Club, Atlético Osasuna y Real Valladolid descienden a Tercera División. CD Mallorca, Real Santander SD y Club Ferrol ascienden a Segunda División. |

| Equipo                                | Ciudad               | Estadio          |
| ------------------------------------- | -------------------- | ---------------- |
| Club Deportivo Alcoyano               | Alcoy                | El Collao        |
| Club Deportivo Baracaldo Altos Hornos | Baracaldo            | Lasesarre        |
| Real Betis Balompié                   | Sevilla              | Heliópolis       |
| Real Club Celta de Vigo               | Vigo                 | Balaídos         |
| Sociedad Deportiva Ceuta              | Ceuta                | Campo de Deporte |
| Club Deportivo Constancia             | Inca                 | Camp d’Es Cos    |
| Cultural y Deportiva Leonesa          | León                 | La Corredera     |
| Club Ferrol                           | Ferrol               | Inferniño        |
| Hércules Club de Fútbol               | Alicante             | La Viña          |
| Club Deportivo Mallorca               | Palma de Mallorca    | Buenos Aires     |
| Real Sociedad de Fútbol               | San Sebastián        | Atocha           |
| Real Santander Sociedad Deportiva     | Santander            | El Sardinero     |
| Xerez Club                            | Jerez de la Frontera | Estadio Domecq   |
| Zaragoza Fútbol Club                  | Zaragoza             | Torrero          |

## Clasificación final
| Pos. | Equipo                           | Pts. | PJ | G  | E | P  | GF | GC | Dif. | Clasificación                     |
| ---- | -------------------------------- | ---- | -- | -- | - | -- | -- | -- | ---- | --------------------------------- |
| 1    | C. D. Alcoyano (C, A)            | 34   | 26 | 13 | 8 | 5  | 57 | 35 | +22  | Ascenso a Primera División        |
| 2    | Hércules C. F. (A)               | 33   | 26 | 15 | 3 | 8  | 55 | 39 | +16  | Ascenso a Primera División        |
| 3    | R. C. Celta de Vigo (A)          | 32   | 26 | 14 | 4 | 8  | 65 | 40 | +25  | Acceso a Promoción de ascenso     |
| 4    | Real Sociedad                    | 31   | 26 | 12 | 7 | 7  | 56 | 34 | +22  |                                   |
| 5    | Xerez Club                       | 29   | 26 | 11 | 7 | 8  | 52 | 50 | +2   |                                   |
| 6    | Real Santander S. D.             | 26   | 26 | 11 | 4 | 11 | 69 | 57 | +12  |                                   |
| 7    | Zaragoza C. F.                   | 26   | 26 | 12 | 2 | 12 | 50 | 53 | −3   |                                   |
| 8    | Real Betis                       | 26   | 26 | 11 | 4 | 11 | 45 | 47 | −2   |                                   |
| 9    | S. D. Ceuta                      | 24   | 26 | 10 | 4 | 12 | 40 | 49 | −9   |                                   |
| 10   | Club Ferrol                      | 24   | 26 | 10 | 4 | 12 | 44 | 68 | −24  |                                   |
| 11   | C. D. Mallorca                   | 22   | 26 | 9  | 4 | 13 | 44 | 55 | −11  |                                   |
| 12   | C. D. Constancia (D)             | 22   | 26 | 9  | 4 | 13 | 42 | 53 | −11  | Acceso a Promoción de permanencia |
| 13   | Cultural Leonesa (D)             | 22   | 26 | 10 | 2 | 14 | 41 | 49 | −8   | Descenso a Tercera División       |
| 14   | C. D. Baracaldo Altos Hornos (D) | 13   | 26 | 5  | 3 | 18 | 31 | 62 | −31  | Descenso a Tercera División       |

 Fuente: BDFutbol
Criterios de clasificación: Puntos · Diferencia de goles · Goles a favor · Play-off

## Resultados
| Local \ Visitante            | ALC | BAR | BET | CEL | CEU | CON | CUL | FER | HER | MLL | RSA | RSO | XER | ZAR |
| ---------------------------- | --- | --- | --- | --- | --- | --- | --- | --- | --- | --- | --- | --- | --- | --- |
| C. D. Alcoyano               | —   | 2–0 | 2–2 | 1–0 | 7–0 | 3–1 | 0–0 | 4–1 | 2–2 | 1–1 | 6–1 | 2–1 | 1–1 | 4–1 |
| C. D. Baracaldo Altos Hornos | 0–1 | —   | 3–1 | 3–3 | 0–1 | 0–2 | 2–0 | 2–1 | 1–3 | 4–2 | 0–3 | 2–2 | 2–2 | 3–1 |
| Real Betis                   | 1–1 | 3–1 | —   | 4–0 | 0–0 | 2–0 | 2–1 | 3–0 | 3–0 | 1–0 | 3–2 | 1–3 | 5–1 | 1–0 |
| R. C. Celta de Vigo          | 2–2 | 7–2 | 4–0 | —   | 2–2 | 4–0 | 3–0 | 4–2 | 5–0 | 4–0 | 2–1 | 1–1 | 6–1 | 3–1 |
| S. D. Ceuta                  | 2–3 | 3–0 | 0–2 | 2–1 | —   | 2–1 | 0–3 | 2–0 | 4–2 | 5–1 | 0–1 | 1–0 | 1–1 | 4–1 |
| C. D. Constancia             | 4–2 | 1–0 | 1–1 | 0–1 | 3–3 | —   | 2–0 | 3–1 | 3–1 | 2–1 | 2–2 | 0–2 | 2–1 | 5–1 |
| Cultural Leonesa             | 3–0 | 1–0 | 2–0 | 1–2 | 3–1 | 4–3 | —   | 1–3 | 2–3 | 3–1 | 6–2 | 2–0 | 2–2 | 3–0 |
| Club Ferrol                  | 2–1 | 5–2 | 2–1 | 3–1 | 2–2 | 3–2 | 3–1 | —   | 1–1 | 3–2 | 2–1 | 1–1 | 4–2 | 0–2 |
| Hércules C. F.               | 0–2 | 3–1 | 4–3 | 2–0 | 1–0 | 5–0 | 3–0 | 6–1 | —   | 6–1 | 3–1 | 1–0 | 1–2 | 2–0 |
| C. D. Mallorca               | 3–1 | 2–0 | 4–2 | 0–1 | 2–3 | 2–0 | 3–1 | 1–1 | 3–1 | —   | 5–2 | 2–1 | 0–0 | 3–1 |
| Real Santander S. D.         | 1–1 | 3–1 | 3–0 | 2–2 | 2–1 | 1–1 | 5–1 | 8–1 | 1–4 | 6–2 | —   | 5–3 | 4–1 | 6–0 |
| Real Sociedad                | 4–0 | 5–1 | 2–1 | 4–3 | 2–0 | 3–1 | 4–1 | 7–1 | 0–0 | 1–1 | 4–2 | —   | 3–1 | 1–1 |
| Xerez Club                   | 1–4 | 2–0 | 4–2 | 4–2 | 3–0 | 3–2 | 1–0 | 5–0 | 3–0 | 2–0 | 4–3 | 1–1 | —   | 2–2 |
| Zaragoza C. F.               | 1–4 | 3–1 | 7–1 | 2–0 | 4–1 | 5–1 | 4–0 | 3–1 | 0–1 | 3–2 | 2–1 | 2–1 | 3–2 | —   |

## Promoción de ascenso a Primera División
La promoción se jugó a partido único en Madrid, con el siguiente resultado:
| 17 de junio de 1945 | Granada CF | 1:4     | RC Celta de Vigo | Estadio Metropolitano de Madrid, Madrid |  |
|                     |            | Reporte |                  |                                         |  |

- Asciende a Primera División: RC Celta de Vigo.
- Desciende a Segunda División: Granada CF.

## Promoción de permanencia
La promoción se jugó a partido único en Madrid, con el siguiente resultado:
| 24 de junio de 1945 | CD Constancia     | 2:3     | RCD Córdoba                     | Estadio de Chamartín, Madrid                              |                                                           |
|                     | Sanz 46' Sanz 55' | Reporte | García 58' Muñiz 78' Moreno 82' | Asistencia: ??? espectadores Árbitro(s): Placido González | Asistencia: ??? espectadores Árbitro(s): Placido González |

- Asciende a Segunda División: RCD Córdoba.
- Desciende a Tercera División: CD Constancia.

## Resumen
Campeón de Segunda División:
| - Club Deportivo Alcoyano |

Ascienden a Primera División:
| - Club Deportivo Alcoyano | - Hércules Club de Fútbol | - Real Club Celta de Vigo |

Descienden a Tercera División: 
| - Club Deportivo Constancia | - Cultural y Deportiva Leonesa | - Club Deportivo Baracaldo Altos Hornos |